# Alexy Bosetti
Alexy Bosetti (Nice, 23 de abril de 1993) é um futebolista profissional francês que atua como atacante.

## Carreira
Alexy Bosetti começou a carreira no Nice.